# دانيال كروز
دانيال كروز هو لاعب كرة قدم برازيلي في مركز الهجوم، ولد في 3 يونيو 1990 في نيتيروي في البرازيل. لعب مع نادي سي آر بي.

## وصلات خارجية
- دانيال كروز على موقع قاعدة بيانات كرة القدم.إي يو (الإنجليزية)
- دانيال كروز على موقع Soccerway.com (الإنجليزية)